# Pseudanthias fasciatus
Pseudanthias fasciatus (Kamohara, 1955) è un pesce d'acqua salata appartenente alla famiglia Serranidae.